# Belgisch aandeel in de evacuatie van Duinkerke
Het Belgisch aandeel in de evacuatie van Duinkerke  werd tijdens de Tweede Wereldoorlog geleverd door Belgische kustvaarders die zich na 10 mei 1940 in Engeland bevonden. Gedurende de evacuatie uit Duinkerke pendelden ze gezamenlijk met vele Engelse, Franse schepen tussen Engeland en Franse kust bij Duinkerke en De Panne heen en weer om zo veel mogelijk Britse en Franse soldaten voor Duits krijgsgevangenschap te behoeden.

## Duinkerke en Operatie Dynamo
Toen de legers van Hitler op 10 mei 1940 West-Europa aanvielen gebeurde dat uit drie richtingen. De noordelijke opmars ging door Nederland. Vanuit Dover vertrokken onderzeebootjagers naar Nederland en België om daar in de havens vernielingen aan te brengen om zo de Duitse opmars te vertragen. Een tweede Duitse opmars ging door de Ardennen. Dit lokte onderdelen van het Franse leger en het in Frankrijk gestationeerde Britse expeditieleger naar het noorden. Op 14 mei brak de zuidelijke Duitse opmars bij Sedan door de Franse linies. Op 22 mei waren ze tot aan Boulogne gevorderd. De Fransen en Britten waren nu omsingeld. Op 25 mei viel Boulogne en 26 mei Calais. De Britse regering gaf daarop het bevel tot de terugtocht van het Britse expeditieleger. Admiraal Bertram Ramsay werd opperbevelhebber van de daartoe opgezette Operatie Dynamo. Hij verzamelde 15 veerboten in Dover en 20 in Southampton. Deze werden beschermd door een vloot van torpedobootjagers, korvetten, mijnenvegers en bewapende trawlers. Daarnaast waren er Britse vrachtschepen en 40 Nederlandse kustvaartuigen die na de Duitse inval uit Nederlandse havens waren ontsnapt, dan wel reeds in het buitenland waren.

## Evacuatie van Duinkerke
Op 26 mei begon de operatie. Men verwachtte de val van Duinkerke in twee dagen en hoopte 45.000 man te redden. Op 27 mei maakte de RAF 300 vluchten boven het strijdtoneel van Duinkerke. De Britse marine werd steeds desperater. Alle voor de evacuatie bruikbare scheepjes werden richting van Duinkerke gestuurd: brandweerboten, jachtjes, havensleepboten, rondvaartboten en zeilende binnenvaartschepen. Zo’n 200 voeren er heen en weer tussen het strand en de grotere schepen. Dat werd steeds gevaarlijker door toenemende Duitse luchtaanvallen, mijnen en onderzeeboten. Scheepswrakken begonnen ook een gevaar te vormen. Ook hospitaalschepen werden aangevallen door Duitse jagers. Op de laatste dag, 3 juni, wisten Britse, Franse, Nederlandse en Belgische schepen nog 26.000 man te redden uit Duitse handen. Aan het eind van Operatie Dynamo hadden de Britse torpedobootjagers en mijnenvegers 143.000 man geëvacueerd, de koopvaardijschepen en veerboten 88.000, vissersboten 18.000 en de Belgische vaartuigen 22.500 man. Op 4 juni vertelde Winston Churchill het Lagerhuis dat 338.000 Britse en Franse soldaten waren geëvacueerd naar Engeland. Er hadden 693 Britse schepen deel genomen aan Operatie Dynamo. Daarvan waren 188 kleinere vaartuigen, acht passagiersschepen, een hospitaalschip, trawlers, mijnenvegers en zes onderzeebootjagers verloren gegaan. Slechts 13 van de 40 torpedobootjagers waren onbeschadigd. Van de in totaal 861 reddingsschepen werden er 243 tot zinken gebracht door de Duitse marine en luchtmacht. Het Britse en Franse leger had alle militaire uitrusting op de kust achter moeten laten. De geëvacueerde troepen werden echter zeer welkom om Engeland te helpen verdedigen tegen een verwachte Duitse invasie van Groot-Brittannië.

## Belgische troepen bij Operatie Dynamo
Een deel van de evacuatie gebeurde op stranden nabij Duinkerke. Daarbij was ook De Panne. Onder andere de Belgische kant van de frontlinie werd door Belgische troepen beschermd.
Naast Belgische troepen die samen met de Britse en Franse troepen werden geëvacueerd waren het ook Belgische soldaten die de Duitsers tegen hielden zodat de evacuatie kon plaatsvinden.

## Belgische kustvaarders bij Operatie Dynamo[4]
Nadat Leopold III capituleerde op 28 mei waren nog Belgische schepen in Britse havens. Deze kwamen vanaf 28 mei 1940 onder bevel van de uitgeweken Belgische regering in Londen. Terwijl premier Pierlot in Frankrijk was trachtte minister Jaspar een eigen nieuwe regering te vormen. Door deze politieke onduidelijkheid duurde het iets langer voordat de schepen ten dienste van de Britten werden te geven. Uiteindelijk werden 88 Belgische boten, vooral kustvaartuigen, gebruikt bij de evacuatie. Ze bestonden uit 74 trawlers en vissersboten (9 gezonken), 7 loodsboten (4 gezonken), 5 sleepboten (4 gezonken), 1 jacht en 1 cargoschip. Ze kregen een marinestatus en werden bemand door Britse zeelieden. In totaal werden door deze schepen bijna 23.000 mannen gered. 11 Belgische schepen overleefden de operatie niet. 

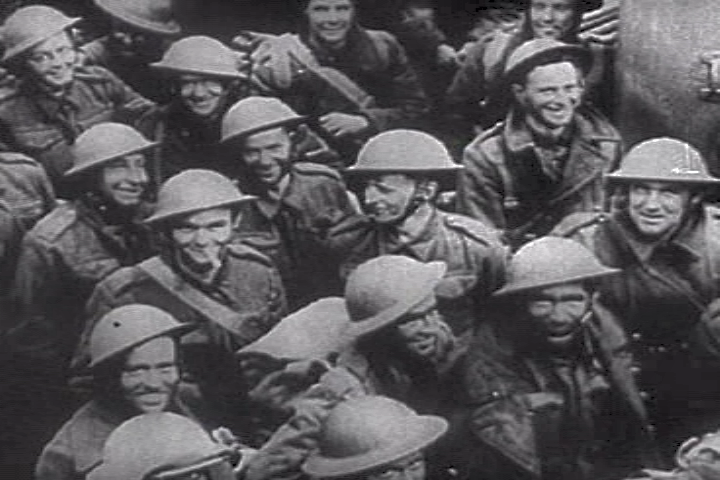
Geredde Britten aan boord van een reddingsschip

Onder andere volgende Belgische kustvaarders ingezet
- A1 loodsboot,
- Aloha jacht, gezonken door mijn
- Antverpia cargo
- Getuigt voor Christus, gezonken
- Maréchal Foch, gezonken
- O.L. Vrouw van Vlaanderen, gezonken
- Sunny Isle, gezonken
- Z 50, 518 mensen gered

Later werden bepaalde schepen en 7 ferryboten van Oostende-Dover ingezet om deel te nemen bij Operatie Cycle en Operatie Ariel.